# Ново-Ягодинская волость
Ново-Я́годинская волость — административно-территориальная единица Тарского уезда Тобольской губернии (до 1917), Акмолинской (Омская) области (1917—1918), Тюменской губернии (1919), Омской губернии (1920—1924).
Волостной центр — село Ново-Ягодинское.

## История
Крестьянская волость была образована в 1909 году в связи с большим наплывом переселенцев с выделением части территории Аёвской волости.
Волостной центр размещён в селе Ново-Ягодинское.
В 1910 году при Ново-Ягодинском волостном правлении открываются почтовые операции. В этом же году предполагалось перенести волостное правление из села Ново-Ягодного в посёлок Ларионовский, но Тобольское губернское управление передумало.
В 1913 году открывается Ново-Ягодинское кредитное товарищество. Правление было размещено в селе Ново-Ягодинском.
До 1917 года в волости продолжало функционировать 40 переселенческих участков.
В годы Гражданской войны посёлок Куксинский был уничтожен казачьим отрядом. Некий атаман, войдя в посёлок, чтобы пополнить запасы, потребовал у местных жителей продуктов и корма для лошадей, на что получил отказ. По приказу атамана всех жителей согнали в один дом и сожгли. Вокруг посёлка было много хуторов, которые впоследствии прекратили существование.
В 1920 году был открыт Ларионовский медицинский приёмный пункт на три койки. В неурожайный трудный 1922 год были закрыты все сельские лечебные заведения Тарского уезда. Жители села Ларионовка решили на собрании не закрывать медицинский пункт, содержать медработников на свои средства, а медикаменты поставляло государство бесплатно.
Постановлением Сибревкома от 24 сентября 1924 года в связи с укрупнением волостей вошла в состав Знаменской волости (преобразованая в 1925 году в Знаменский район Тарского округа Сибирского края с образованием сельских советов Ларионовский, Новопокровский, Новоягодинский).
Из всех населённых пунктов Ново-Ягодинской волости на сегодня сохранилось только 6, находящихся в Знаменском районе Омской области.

## Административное деление

### Состав на 1909 год
| - село Ново-Ягодинское - деревня Ново-Шестамакская - деревня Плотникова - посёлок Айлинский - посёлок Васильевский - посёлок Вознесенский - посёлок Казанский - посёлок Куксинский - посёлок Курсанский - посёлок Ларионовский | - посёлок Любанский - посёлок Мавричанский - посёлок Ново-Ивановский - посёлок Ново-Покровский - посёлок Рождественский - посёлок Сиковский - посёлок Старо-Покровский - посёлок Табаринский - посёлок Тайгинский - посёлок Чиганинский | - выселок Зрюковский - выселок Какшинский - выселок Тоулинский |

### Состав на 1924 год
| - село Ново-Ягодинское - деревня Ларионовская - деревня Любанская - деревня Ново-Васильевская - деревня Ново-Ивановская - деревня Ново-Никольская - деревня Ново-Покровская - деревня Тайгинская - деревня Айлинская - деревня Курган Арогуз - деревня Ново-Рождественская - деревня Старо-Рождественская - посёлок Сильвинский - посёлок Таулинский - посёлок Усть-Иктовский | - посёлок Усть-Интовский - посёлок Вознесенский - посёлок Казанский - посёлок Старо-Покровский - хутор Вальтман - хутор Веруберзен - хутор Вецвагер - хутор Грикит - хутор Гринберг - хутор Жёлудева - хутор Карпова - хутор Кезберг - хутор Кис - хутор Куксинский - хутор Лещова | - хутор Малиновский - хутор Медис 1 - хутор Медис 2 - хутор Нательгорет - хутор Ога - хутор Пестова - хутор Полякова - хутор Ротенберг - хутор Рудзит - хутор Силис - хутор Тарбеева - хутор Трауберг |

### Административные участки
- II участок по воинской повинности Тарского уезда с центром в селе Завьялово;
- III участок крестьянского начальника Тарского уезда с центром в селе Завьялово;
- I полицейский стан Тарского уезда с центром в селе Завьялово;
- V участок мирового судьи Тарского уезда смешанной подсудности с центром в селе Тевриз;
- III участок сельского врача с центром в селе Завьялово;
- III участок ветеринарного врача (с ветеринарным врачом и фельдшером) с центром в селе Завьялово;
- Тарский участок податного инспектора с центром в городе Тара;
- III район инспектора народного училища с центром в городе Тара.

### Сельские общества
- 1909 год — 14 населённых пунктов, 12 сельских обществ;
- 1910 год — 23 населённых пункта, 17 сельских обществ;
- 1911 год — 23 населённых пункта, 18 сельских обществ;
- 1912 год — 23 населённых пункта, 18 сельских обществ;
- 1913 год — 23 населённых пункта, 19 сельских обществ;
- 1914 год — 23 населённых пункта, 20 сельских обществ;
- 1915 год — 23 населённых пункта, 20 сельских обществ.

## Промышленность и торговля
С момента образования волости в 1909 году и до 1917 года, так и не было построено ни одного маслодельного завода.
Население волости занималось сельским хозяйством, значительным объёмом лесных промыслов.
В волости имелись 2 мелкие ярмарки в селе Ново-Ягодинском.

## Инфраструктура
На 1909 год в волости насчитывалось: 1 церковь, 2 школы (официальные), 2 школы (грамоты), 2 хлебо-запасных магазина, 3 винные лавки, 11 торговых лавок, 1 ветряная мельница, 3 водяные мельницы, 3 кузницы, 1 пожарный сарай, 2 ярмарки, 1 земская станция.
В волости имелись:
- Почтовые операции при волостном правлении с приёмом и выдачей всякого рода корреспонденции (село Ново-Ягодинское);
- Кредитное товарищество (село Ново-Ягодинское);
- 3 школы:
  - В селе Ново-Ягодинском на средства фонда Императора Александра III была открыта церковно-приходская школа, основанная ещё в 1900 году.
  - В деревне Ларионовка церковно-приходская школа.
  - В посёлке Ново-Покровском официальная школа.
- 2 больницы:
  - В селе Ново-Ягодинском фельдшерский пункт на 15 коек, открытый ещё в 1900 году.
  - В деревне Ларионовка медицинский приёмный пункт на 3 койки, открытый в 1920 году.
- 2 ярмарки (село Ново-Ягодинское).

## Религия
Новоягодный и Ларионовский приходы входили в IV благочиние с центром в городе Тара Омской епархии.
В волости имелась единственная церковь во имя Святого Великомученика Пантелеймона в селе Ново-Ягодинском, а также имелся молельный дом в деревне Ларионовка.

## Население
На 1909 год в волости проживало 3418 человек в 643 дворах. Переселенческое население из Витебской, Вятской, Минской губерний.
Национальный состав:
- Русские;
- Белорусы;
- Латыши;
- Финны;
- незначительное число других.

### Крупнейшие населённые пункты
| 1909 год - посёлок Ново-Покровский — 527 чел.; - посёлок Чиганинский — 407 чел.; - село Ново-Ягодинское — 276 чел.; - посёлок Ларионовский — 212 чел.; - посёлок Табаринский — 204 чел. |